# SuriPop Kerstsong Competitie
SuriPop Kerstsong Competitie, was een muziekfestival in Suriname in 2023. De show werd gepresenteerd door Rodney Deekman en Priscilla Yhap.
SuriPop is een tweejaarlijkse competitie en deze Kerstsong Competitie was een extra speciale editie. De voorgaande, reguliere competitie was SuriPop XXI in 2022. In de voorselectie koos de jury zes liederen. De finale werd op 15 december gehouden in de het Assuria Event Center in Paramaribo. Humphrey Koulen won met zijn compositie Na so m Wani fu ayi kresneti. Het werd gezongen door Tarnaz Amarello en het arrangement kwam van Ernesto van Dal.
Koulen was vier keer eerder bij SuriPop betrokken als zanger en een keer als componist. Dit is de eerste keer dat hij SuriPop wist te winnen. Met zij ballade Na so mi wan fu syi kresneti spoort hij aan tot reflectie.
Tijdens de eerste kersteditie was de officiële trofee nog niet beschikbaar. Om toch een trofee te kunnen overhandigen, werd een houten prototype overhandigd die door kunstenaar René Tosari is vervaardigd. Tosari werd geselecteerd uit zeven kunstenaars die verbonden zijn met de Readytex Art Gallery en zal ook de officiële trofee maken. Zijn ontwerp is bedoeld om het kerstgevoel te symboliseren. Het lijkt op een engel en tegelijkertijd op een mens die met beide handen omhoog een rode ster vasthoudt. Het prijzengeld van deze editie was 2500 USD.

## Finale
In de voorselectie koos de jury de zes volgende liederen.
| Lied                               | Componist        | Vocalist                                 | Arrangeur       | Videoproducer   |
| ---------------------------------- | ---------------- | ---------------------------------------- | --------------- | --------------- |
| Pikin fu wan gado                  | Josta Vaseur     | Waldino Belfor                           | Marvin Nijhove  | Rick Cramer     |
| Het is kerstfeest                  | Steven Silent    | Junell Lisse                             | Cherano Wehl    | Cherano Wehl    |
| Kon meki wi psa wan switi kresneti | Roberto Banel    | Tannischa Spa                            | Ernesto van Dal | Rick Cramer     |
| Arki den dyen dyen 🥈              | Ornyl Malone     | Zipporra Borgia-Windzak & Calle Yuniesby | Ivan Ritfeld    | Vernon Fredison |
| Na so m wani fu syi kresneti 🥇    | Humphrey Koulen  | Tarnaz Amarello                          | Ernesto van Dal | Romano Barron   |
| A moro moy ten 🥉                  | Jennifer Naarden | Vanessa Stein                            | Asgar Koster    | Verano Dulder   |

I (1982) · II (1983) · III (1984) · IV (1986) · V (1988) · VI (1990) · VII (1992) · VIII (1994) · IX (1996) · X (1998) · XI (2000) · XII (2002) · XIII (2004) · XIV (2006) · XV (2008) · XVI (2010) · XVII (2012) · XVIII (2014) · XIX (2016) · XX (2018) · XXI (2022) · Kerstsongeditie (2023) · XXII (2024)